# 에르니 아르네손
에르니 아르네손(덴마크어: Erni Arneson, 1917년 12월 17일 ~ 2006년 12월 8일)은 덴마크의 배우이다.